# 紅嵐
『紅嵐』（こうらん）は、原作：柊野陽、作画：三山のぼるによる日本の漫画作品。『週刊コミックバンチ』（新潮社）にて2006年36・37合併号から2007年33号までシリーズ連載されていた。単行本は全2巻。

## 登場人物
紅嵐
主人公。中国の西の果てにある幻の聖地崑崙の丘の出身で、西王母の生まれ変わりとされていた。生まれた時からあらゆる毒を唇に馴染ませ、あらゆる毒が効かない。毒を口紅として塗り、標的にキスをすることによって相手に毒を盛る暗殺者。崑崙の丘を見つけた令月会という組織に連れ去られ暗殺をさせられていた。日本に密入国し、普段は中華料理屋大黒楼で働く。
梨花
紅嵐のお婆ちゃん。紅嵐と同じく毒の効かない体を持ち、若い頃は暗殺を行っていた。令月会に連れ去られた紅嵐を探し、日本へと共に亡命してきた。再び伸びてきた令月会の手から紅嵐を逃がすために命を落とす。
高津優作
刑事。大黒楼でいつも焼きそばを注文することから「焼きそば刑事」と呼ばれる。紅嵐に気がある。
鳥飼直也
20歳の占い師。
大黒松造
新宿歌舞伎町にある中華料理屋大黒楼の店主。愛想はないが、人情に厚い。
大黒鮎子
松造の娘でルポライター。密入国に潜り込み、紅嵐と親しくなるが、拉致組織にばれて殺された。何かあれば父親を頼るといいと紅嵐に教える。